# Lichtenberg/Erzgeb.
Lichtenberg/Erzgeb., Lichtenberg/Erzgebirge − gmina w Niemczech, w kraju związkowym Saksonia, w okręgu administracyjnym Chemnitz, w powiecie Mittelsachsen, siedziba wspólnoty administracyjnej Lichtenberg/Erzgeb.